# Matthias Weigert
Matthias „Matze“ Weigert (* 15. August 1983 in Regensburg) ist ein deutscher Poker-Experte und Moderator.

## Leben
Matze wuchs in Lappersdorf bei Regensburg auf, besuchte die staatliche Fachoberschule und machte dort 2004 sein Abitur. Anschließend leistete er Zivildienst in einer Behinderten-Werkstätte. Nach mehreren Jahren in München und Landshut kehrte Weigert 2012 wieder zurück in seine Heimatstadt Regensburg.
Bereits mit elf Jahren erlernte er das Pokerspielen, damals noch in der Variante Five Card Draw. Nach 2006 ergänzte er sein Repertoire mit den Varianten Texas Hold’em, Omaha, Seven Card Stud und Crazy Pineapple.

## Beruflicher Werdegang
Nach dem Abitur begann er eine Ausbildung beim Münchner Reiseveranstalter FTI Frosch Touristik, für den er bis 2008 im Ausbildungsmanagement tätig war.
2009 orientierte er sich beruflich um und absolvierte ein Redaktions-Praktikum bei Radio Galaxy Bayern im Funkhaus Regensburg. Im Anschluss wurde er als Volontär übernommen und moderierte drei Jahre lang die Nachmittags-Sendung Galaxy P.M. aus Landshut. Weigert nahm selbst an Pokerturnieren teil.
Mittlerweile arbeitet Weigert seit Oktober 2012 als Moderator und Poker-Experte für das Format SOSA – Show one show all auf diversen Web-Plattformen, wie pokerfirma.com und sport1.de. Er berichtet von Turnieren aus aller Welt mit Schwerpunkten auf der Casinos Austria Poker Tour, der European Poker Tour und der World Series of Poker am Las Vegas Strip. Außerdem moderiert er einmal wöchentlich eine Magazin-Sendung aus einem virtuellen Studio.
Im Dezember 2013 nahm Weigert zusammen mit dem deutschen Pokercoach Stephan Kalhamer, Juergen Bachmann und Alexander Mühlbauer an der APAT Team Europameisterschaft teil und holte Gold für Deutschland. Zudem konnte sich Weigert den Titel als bester Spieler des Events einholen.